# Gare de Bouarfa
 (novembre 2017).
Si vous disposez d'ouvrages ou d'articles de référence ou si vous connaissez des sites web de qualité traitant du thème abordé ici, merci de compléter l'article en donnant les références utiles à sa vérifiabilité et en les liant à la section « Notes et références ».
La gare de Bouarfa est située à la sortie de la ville marocaine de Bouarfa.

## Historique
Elle est reliée a Oujda par une voie simple non électrifiée. 
Il n'y avait plus de trains de voyageurs régulier depuis 1994. 
Sur la ligne ferroviaire Oujda-Bouarfa, une scène du film " Spectre " de James Bond a été tournée.